# Calendula suffruticosa subsp. maritima
Sous-espèce
Synonymes
- Calendula incana subsp. maritima (Guss.) Ohle[2]
- Calendula incana (Guss.) Ohle[1]
- Calendula maritima Guss., 1825[3],[1],[2]

Statut de conservation UICN

 CR B1ab(iii)+2ab(iii) : 
En danger critique
Calendula suffruticosa subsp. maritima est une sous-espèce de plantes à fleurs appartenant à la famille des Asteraceae, endémique de Sicile en Italie.

## Description
Il s'agit d'une plante vivace d'une hauteur de 20-40 cm. Ligneuse à la base, sa tige et ses feuilles sont couvertes d'un épais duvet. Elle présente une inflorescence de type capitule ressemblant à une petite marguerite aux fleurs jaunes de 3 à 5 cm de diamètre.

## Localisation
Calendula suffruticosa subsp. maritima est présente, sur une surface de moins de 10 km2, principalement dans la province de Trapani, entre Marsala et le Monte Cofano notamment dans la zone de la  réserve naturelle des marais salants où elle colonise les lagunes côtières riches en azote tels les résidus échoués de posidonie en décomposition. Quelques populations éparses se trouvent également sur quelques îlots proches  (îles de Stagnone, La Maraòne et Favignana).
Elle est une des plantes les plus menacées des îles méditerranéennes. Dans la liste rouge de Union internationale pour la conservation de la nature (UICN), Calendula suffruticosa subsp. maritima est classée dans la catégorie des espèces ou sous-espèces « en danger critique d’extinction » (CR).